# Mulready-Ganzsache

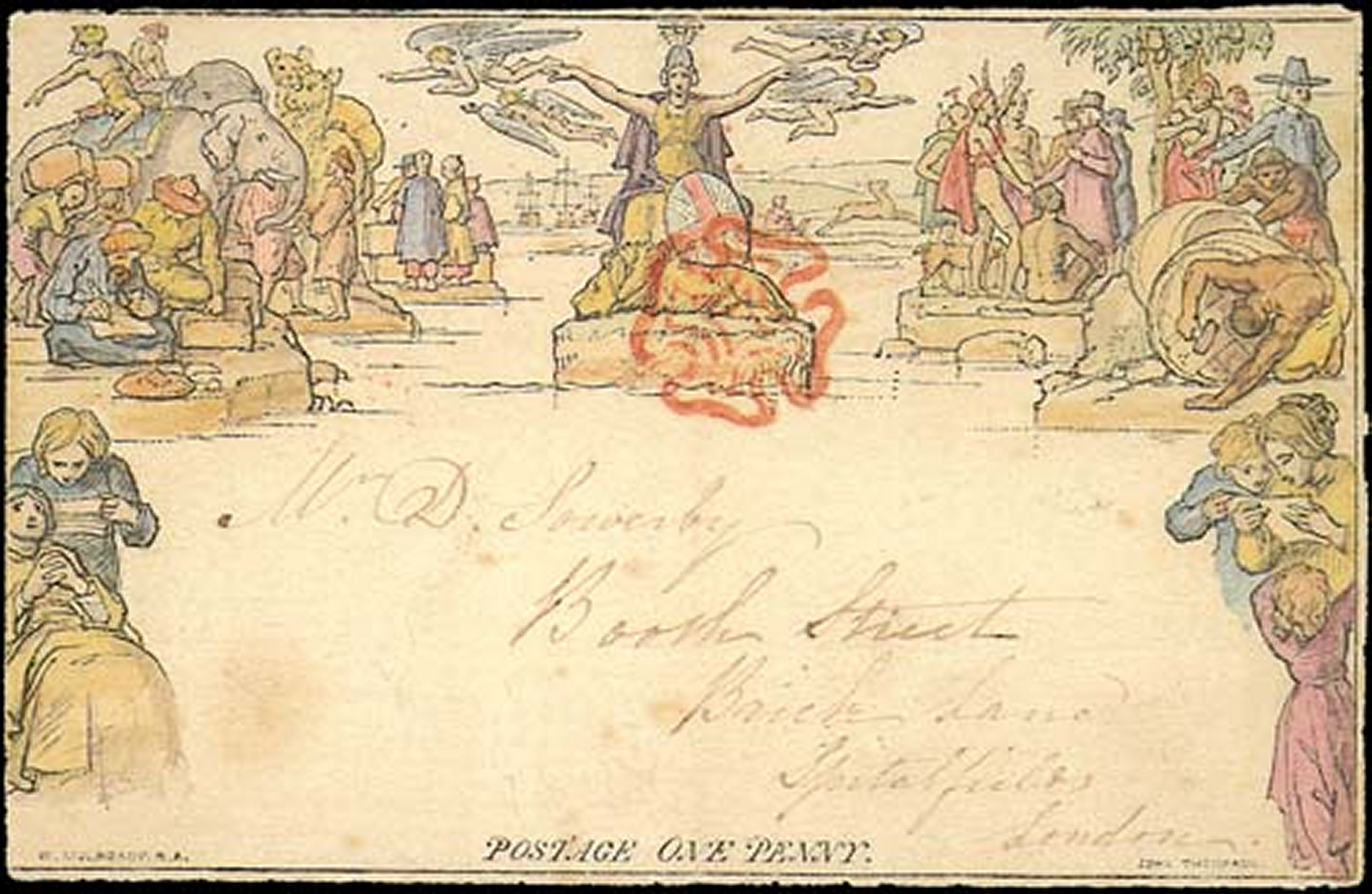
Vorderseite eines Mulready-Umschlags zu 1 Penny, welcher nachträglich von privater Seite coloriert wurde

Mulready-Ganzsache bezeichnet eine mit einem allegorischen Bild bedruckte Brief-Ganzsache aus Großbritannien, die nach ihrem Entwerfer, dem Künstler William Mulready (1786–1863), benannt ist. Die Post gab sie in Varianten als Faltbriefbögen (Michel-Nummern F1 und F2) und Briefumschläge (Michel-Nummern U1 und U2) heraus, in den beiden Wertstufen 1 Penny und 2 Pence. Der Wertzeicheneindruck besitzt eine von den meisten anderen Ganzsachen abweichende Form: Er besteht aus dem schlichten Text POSTAGE ONE PENNY bzw. POSTAGE TWO PENCE unter dem großflächigen Bild. Die Mulreadys gelten als die weltweit ersten Ganzsachen, wobei es Vorläufer gab.

## Geschichte
Henry Cole, ein Mitarbeiter von Rowland Hill, trat auf Empfehlung des Schatzkanzlers in Kontakt mit dem englischen Maler William Mulready. Mulready hatte den Entwurf bereits zwei Tage, nachdem er den Auftrag bekommen hatte, fertiggestellt und erhielt als Entlohnung die enorme Summe von 200 Pfund Sterling (was heute ungefähr: 19.220 Pfund Sterling entsprechen würde). Der Entwurf zeigt Britannia, die ihre Boten in alle Welt sendet. John Thomson machte daraus einen Stahlstich bis zum April 1840, der von Mulready persönlich beaufsichtigt wurde. Edwin Hill, ein Bruder von Rowland Hill beaufsichtigte den Druck, der in der Druckerei Clowes & Sons erfolgte.
Ab 1. Mai 1840 wurden sie verkauft. Der erste Gültigkeitstag war der 6. Mai. Zur selben Zeit erschien in Großbritannien die weltweit erste Briefmarke. Es kam zu Protesten wegen der Gestaltung des allegorischen Bildes, daraufhin erschienen Karikaturen der Umschläge von den britischen Künstlern John Doyle, John Leech, W. M. Thackeray und anderen. Gegen Ende 1840 zogen die Verantwortlichen die Mulready-Ganzsachen zurück. Im Januar 1841 gab die britische Post stattdessen neue Ganzsachen-Umschläge ohne Bild heraus, die einen Wertzeicheneindruck im Prägedruck mit dem Porträt von Königin Victoria nach dem Entwurf von William Wyon hatten.

## Triva
Im Jahre 2024 wurde eine Mulready-Ganzsache, kombiniert mit einer One Penny Black, mit einem Schätzwert von 1,5–2,5 Millionen USD bei dem Auktionshaus Sotheby’s angeboten.